# Sébastien Pérez
Sébastien Pérez (Saint-Chamond, 24 november 1973) is een voormalig profvoetballer uit Frankrijk.

## Carrière
Pérez begon zijn met zijn profcarrière op 20-jarige leeftijd in AS Saint-Étienne. Daarna mocht hij met de verdediging van SC Bastia gaan spelen voor een jaar. Na Bastia besloot hij ervoor om naar Blackburn Rovers FC te gaan. Daar speelde hij een jaar en werd terug verhuurd aan SC Bastia.
Na die huurperiode wilde Olympique Marseille hem een contract laten tekenen. Uiteindelijk speelde hij daar vier jaar en werd daarna verhuurd aan de Turkse topploeg Galatasaray SK. Hij speelde nog twee jaar bij FC Istres en beëindigde zijn carrière in 2006.